# آزمایشگاه تحقیقات مهندسی نامتعارف پرینستون
آزمایشگاه تحقیقات مهندسی نامتعارف پرینستون (به انگلیسی: Princeton Engineering Anomalies Research Laboratory) مشهور به PEAR نام یک آزمایشگاه تحقیقاتی معروف در مطالعات خودآگاهی در دانشگاه پرینستون بود.
این مؤسسه توسط رابرت یان (رئیس وقت دانشکده مهندسی دانشگاه) در ۱۹۷۶ تأسیس شد و بر روی موضوعات خودآگاهی (consciousness) از جمله بر روی آزمایش‌ها فراحسی (Extra Sensory Perception)، اندرکنش‌های خودآگاهی با سیستم‌های غیرجانداری، و آزمایش‌هایی با مولد وقایع تصادفی (Random Event Generator) آزمایش‌ها وسیعی به انجام رسانید.
تحقیقات این مؤسسه تا سال ۲۰۰۷ ادامه یافت.

## نتایج ۳۰ سال آزمایش
محققین این مؤسسه نتایج ۳۰ سال آزمایش‌ها خود را این‌گونه بیان کرده‌اند:
- ذهن (فکر) آدمی قادر است از نظر علمی بر روی فرایندهای تصادفی فیزیکی تأثیر بسیار کوچک اما قابل توجهی (از نظر آماری) گذارد.
- این اثر با ظهور عوامل و منابع جبرگرایی علمی در سیستم از بین می‌رود.
- این اثر حالتی idiosyncratic دارد (یعنی افراد متفاوت به مقدار متفاوتی قادر به ایجاد این اثر هستند).
- ظهور این اثر (بخصوص در درازمدت) نامنظم است.
- این اثر به‌طور مشخصی مقیاس پذیری از نظر افزایش و کاهش اثر ندارد.

لازم به گفتن است که نتایج جنجالی این گروه در طی این سالیان توسط برخی محافل مورد سؤال بوده است.